# Байстер, Максимилиан
Максимилиа́н Ба́йстер (нем. Maximilian Beister; 6 сентября 1990, Гёттинген, Германия) — немецкий футболист, полузащитник.

## Карьера

### Клубная
Байстер начал карьеру в 2001 году «Люнебурге». В 2004 году он присоединился к молодёжной академии «Гамбурга». 21 августа 2008 года Байстер дебютировал за резервную команду «Гамбурга» в матче против «Магдебурга». 22 ноября 2009 года он дебютировал в Бундеслиге в матче против «Бохума».
26 мая 2010 года Байстер был отдан в 2-годичную аренду в дюссельдорфскую «Фортуну».
Летом 2012 года Байстер вернулся в «Гамбург» и продлил контракт с «динозаврами» до 2016 года.
27 июня 2015 года Байстер расторг контракт с «Гамбургом» и стал игроком «Майнца».

### Национальная
11 февраля 2009 года Байстер дебютировал за юношескую сборную в матче против греков. 9 октября 2009 года он дебютировал за молодёжную сборную Германии в матче против молодёжной сборной Швейцарии.